# Ambivere
Ambivere é uma comuna italiana da região da Lombardia, província de Bérgamo, com cerca de 2.249 habitantes. Estende-se por uma área de 3,24 km², tendo uma densidade populacional de 694 hab/km². Faz fronteira com Mapello, Palazzago, Pontida, Sotto il Monte Giovanni XXIII.

## Demografia
| Variação demográfica do município entre 1861 e 2011                               |
|                                                                                   |
| Fonte: Istituto Nazionale di Statistica (ISTAT) - Elaboração gráfica da Wikipedia |